# Maler des Bostoner Orestes

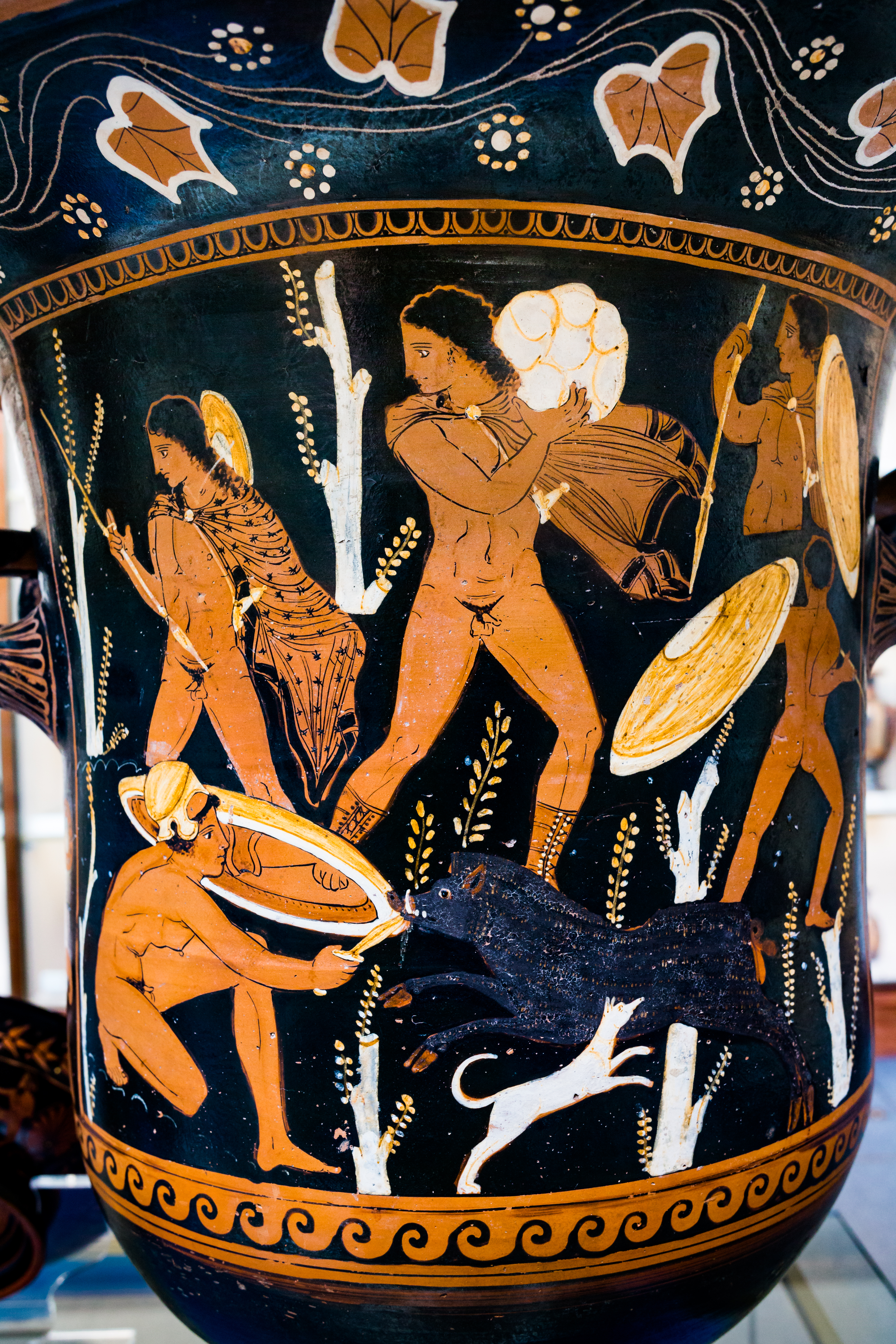
Fünf Jäger und ein Hund jagen einen Eber; Glockenkrater, um 340-320 v. Chr.; British Museum 1865,0103.18 (Vasenkatalog F 154)

Der Maler des Bostoner Orestes (englisch Painter of the Boston Orest) war ein paestanisch-rotfiguriger Vasenmaler. Nach Asteas und Python war er einer der bedeutenderen Vertreter der Asteas-Python-Werkstatt und damit auch der Paestanischen Vasenmalerei insgesamt.
Der Maler des Bostoner Orestes markiert gemeinsam mit seinem Kollegen, dem Aphrodite-Maler, die Spätstufe der Asteas-Python-Werkstatt. Er war ein Schüler des Python, der vor allem auf die Frühphase des Malers des Bostoner Orestes einen großen Einfluss hatte. Ein früher Glockenkrater mit ungewöhnlich hohem, zylindrischem Gefäßkörper zeigt eine Eberjagd, deren Details aber auf keine spezielle mythische Eberjagd verweisen. Die Bildkomposition mit ihren Hintergründen und verschiedenen Raumebenen, in denen die Figuren verteilt wurden, indes spricht für eine Übernahme von einem großformatigen Wandbild. Die Manteljünglinge auf der Rückseite erinnern wie auch die Gestaltung der Haare, der Gewandmuster und der Ornamente stark an den späten Python. Auf der Namenvase, einer Halsamphora, zeigt der Maler des Bostoner Orestes das Zusammentreffen von Orestes und Elektra am Grab ihres Vaters Agamemnon. Das Motiv wiederholt der Vasenmaler auf zwei weiteren Vasen in fast identischer Form, jedes Mal trägt Elektra ein schwarzes Gewand mit roten Streifen.
Generell wiederholt der Maler des Bostoner Orestes immer wieder dasselbe Repertoire. Auf der Vorderseite der Gefäße wird meist Dionysos mit einem Vertreter seines Gefolges gezeigt, was durchaus den Gepflogenheiten der Werkstatt entspricht. Auf der Rückseite zeichnet er fast immer zwei Manteljünglinge, die bei ihm vor allem deshalb besonders monoton wirken, weil er hier nahezu immer dieselben beiden Grundtypen ohne Variationen darstellt. Ebenso sind werkstattüblich Themen aus dem mythologischen Bereich selten. Auf drei Vasen zeigt er Krieger, auf zweien davon zeigt er zudem Frauen in einheimischer Tracht beim Trankopfer. Über die Standardproduktion der Werkstatt kommt der Vasenmaler selten hinaus, womit er auch ein Bindeglied zu den späteren, nicht mehr der Werkstatt angehörenden spätpaestanischen Maler von Neapel 1778 und Maler von Neapel 2585 ist.
Bildkompositionen und Ornamentwerk des Malers des Bostoner Orestes hatten bedeutenden Einfluss auf den kampanischen Danaiden-Maler. Der Maler des Bostoner Orestes sollte ob der Namensähnlichkeit nicht mit dem ebenfalls paestanischen Maler des Genfer Orestes verwechselt werden.